# Костюк Володимир Григорович
Костюк Володимир Григорович (4 квітня 1986) – український топ-менеджер, виконавчий директор АТ «Фармак».

## Життєпис

### Освіта
У 2009 році закінчив Київський національний університет імені Тараса Шевченка за фахом «Економічна кібернетика», а у 2018 році — Харківський фармацевтичний університет за спеціальністю «Технологія ліків», отримав науковий ступінь кандидата фармацевтичних наук.
Закінчив також Donau Universitat Krems (Австрія) за програмою MBA.

### Кар’єра
Виконавчий директор АТ «Фармак» з 2018 року. Перед цим обіймав посаду операційного директора компанії, ще раніше — начальник цеху з виробництва рідких та м’яких лікарських засобів. В АТ «Фармак» працює з 2008 року.
За підсумками 2020 року, «Фармак» під його керівництвом продемонстрував зростання в умовах кризи, викликаної пандемією COVID-19. Компанія збільшила експортні поставки на 40 % до попереднього 2019 року, а в 2021 році відкрила міжнародний офіс у Об’єднаних Арабських Еміратах і представництво у В'єтнамі.
У 2022 році, внаслідок ситуації, що склалася через російську воєнну агресію проти України, «Фармак» зміг швидко відновитися після втрат, яких зазнав у результаті знищення російською армією складу з первинним пакуванням та готовою продукцією компанії. Сума збитків оцінюється у 1,5 млрд грн. Також під час повномасштабного вторгнення росії на територію України «Фармак» не зупинив інвестиції у власне виробництва та відкрив нову дільницю із виготовлення ліків у небулах, будівництво якої розпочалося у 2021 році.
Наприкінці 2022 року Володимир Костюк повідомив, що АТ «Фармак» не відмовлятиметься через війну від обраної стратегії стати міжнародною компанією, і оголосив про будівництво нового виробничого майданчику «Фармак» у Барселоні, яке за планом має відкритися у 2024 році.

## Нагороди та досягнення
Входить до числа кращих топ-менеджерів України за версіями видання «Forbes» (2020 р.), «Власть денег» (2021 р.), «Фокус» (2021 р.), «ТОП-100. Рейтинги найбільших» (2021 р.)